# Lea Feistritzer
Lea Feistritzer (* 25. August 2006) ist eine deutsche Volleyballspielerin.

## Karriere
Feistritzer begann ihre Karriere am Bundesstützpunkt Stuttgart. Dort spielte sie von 2023 bis 2025 in der Zweiten Liga Süd. Sie kam in der deutschen U19-Nationalmannschaft zum Einsatz. Im Januar 2025 wurde die Außenangreiferin vom Bundesligisten Schwarz-Weiss Erfurt verpflichtet.